# Shana Cox
Shana Cox (ur. 22 stycznia 1985) – brytyjska lekkoatletka pochodząca ze Stanów Zjednoczonych, która specjalizuje się w biegach sprinterskich.
Reprezentując USA zajęła w roku 2004 piąte miejsce w biegu na 200 metrów podczas mistrzostw świata juniorów. Dwukrotna złota medalistka (w biegu na 400 metrów oraz sztafecie 4 x 400 metrów) młodzieżowych mistrzostw NACAC (2006). Od końca września 2010 jest obywatelką Wielkiej Brytanii. Podczas halowych mistrzostw świata w Stambule (2012) indywidualnie była piąta w biegu na 400 metrów oraz wraz z koleżankami ze reprezentacji zdobyła złoty medal w biegu rozstawnym 4 x 400 metrów. 
W 2012 reprezentowała Wielką Brytanię na igrzyskach olimpijskich w Londynie. Indywidualnie dotarła do półfinału biegu na 400 metrów, zaś w sztafecie 4 × 400 metrów zajęła 5. miejsce. Złota medalistka halowych mistrzostw Europy w sztafecie 4 x 400 metrów z 2013. W tym samym roku zdobyła brąz mistrzostw świata w biegu rozstawnym 4 x 400 metrów. W marcu 2014 sięgnęła po brązowy medal halowych mistrzostw świata w sztafecie 4 x 400 metrów. Brązowa medalistka igrzysk Wspólnoty Narodów w biegu rozstawnym (2014). 
Medalistka mistrzostw Wielkiej Brytanii oraz mistrzostw National Collegiate Athletic Association. Reprezentantka Wielkiej Brytanii w drużynowych mistrzostwach Europy. 
Rekordy życiowe w biegu na 400 metrów: stadion – 50,84 (31 maja 2008, Tallahassee); hala – 52,13 (10 marca 2012, Stambuł). 